# Prosoplus bankii
Prosoplus bankii är en skalbaggsart som först beskrevs av Fabricius 1775.  Prosoplus bankii ingår i släktet Prosoplus och familjen långhorningar.
Artens utbredningsområde är Filippinerna. Inga underarter finns listade i Catalogue of Life.